# Parti démocratique dahoméen
Le Parti démocratique dahoméen (PDD) est un ancien parti politique de la république du Dahomey (actuel Bénin).

## Historique

### Fondation
Le Parti démocratique dahoméen est fondé le 15 décembre 1963 par Sourou Migan Apithy et Justin Ahomadegbé,. Il est issu des bases des anciens partis de ses fondateurs, le Parti républicain dahoméen (PRD) et l'Union démocratique dahoméenne (UDD). Le PDD devient le nouveau parti unique du Dahomey en remplacement du Parti dahoméen de l'unité, dissous par le colonel Christophe Soglo lors de sa prise de pouvoir le 27 octobre 1963, après avoir renversé Hubert Maga.

### Comité directeur
Parmi les 18 membres du parti élus lors du congrès constitutif, figurent :
| Secrétaire général            | Gabriel Lozès                                          |
| Secrétaire général adjoint    | Tahirou Congacou                                       |
| Secrétaire administratif      | Valentin Djibodé Aplogan                               |
| Conseillers politiques        | Sourou Migan Apithy, Justin Ahomadegbé et Paul Hazoumé |
| Délégué aux affaires sociales | Adrien Degbey                                          |

### Disparition
Fin novembre 1965, des conflits sociaux et des désaccords au sein du gouvernement contraignent Sourou Migan Apithy et Justin Ahomadegbé à abandonner le pouvoir. Le président de l'Assemblée nationale, Tahirou Congacou, alors en charge de l'intérim, dissout le parti le 4 décembre 1965.
Dès lors, les trois présidents déchus font revivre leurs anciennes formations sous de nouvelles appellations, Justin Ahomadegbé crée, le 10 décembre 1965, l’Alliance démocratique dahoméenne (ADD), Sourou Migan Apithy lance la Convention nationale dahoméenne (CND) et Hubert Maga fonde l’Union nationale dahoméenne (UND). Il s’agit d’un retour éphémère du tripartisme car lorsque Christophe Soglo s’empare de nouveau du pouvoir le 22 décembre 1965, ce dernier bannit tous les partis et formations politiques du pays.

## Résultats électoraux

### Élections législatives
Lors des élections de 1964, le PDD, seul parti autorisé, remporte logiquement l'ensemble des 42 sièges disponibles à l'Assemblée nationale. La loi électorale prévoit que les dirigeants du parti vainqueur soient directement élus à la tête de l'État pour cinq ans ; ainsi Sourou Migan Apithy est nommé président de la République et Justin Ahomadegbé, vice-président et chef du gouvernement.
| Année | Voix    | %   | Rang (en voix) | Sièges  | Gouvernement |
| ----- | ------- | --- | -------------- | ------- | ------------ |
| 1964  | 995 929 | 100 | 1er            | 42 / 42 | Parti unique |